# Costigliole Saluzzo
Costigliole Saluzzo é uma comuna italiana da região do Piemonte, província de Cuneo, com cerca de 3.122 habitantes. Estende-se por uma área de 15 km², tendo uma densidade populacional de 208 hab/km². Faz fronteira com Busca, Piasco, Rossana, Verzuolo, Villafalletto.

## Demografia
| Variação demográfica do município entre 1861 e 2011                               |
|                                                                                   |
| Fonte: Istituto Nazionale di Statistica (ISTAT) - Elaboração gráfica da Wikipedia |